# Ci vediamo venerdì
Ci vediamo venerdì (Friday) è un film statunitense del 1995 diretto da F. Gary Gray.

## Trama
Craig Jones viene licenziato durante il suo giorno libero. Tra il venerdì e il sabato accadrà di tutto e Craig si metterà nei guai con uno spacciatore insieme al suo amico Smokey, tra intrighi amorosi e bulletti in circolazione.

## Sequel
Il film ha due sequel: Next Friday (2000) e Friday After Next (2002).